# Elisabetta Cristina di Brunswick-Wolfenbüttel-Bevern
Elisabetta Cristina di Brunswick-Wolfenbüttel-Bevern (Wolfenbüttel, 8 novembre 1715 – Castello di Niederschönhausen, 13 gennaio 1797) fu regina di Prussia, dopo aver sposato Federico il Grande.
Era la figlia del duca di Brunswick-Wolfenbüttel-Bevern (1680 – 1735) e della sua consorte Antonietta Amalia di Brunswick-Wolfenbüttel (1696 – 1762).

## Biografia

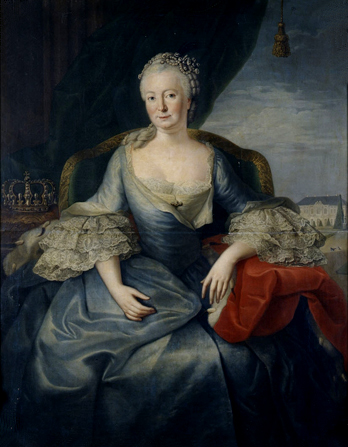
Elisabetta Cristina in un ritratto di Joachim Martin Falbe

Dopo la nascita di due maschi, ella fu la prima figlia di Alberto II di Brunswick e di sua moglie. Fu educata nella religione luterana. Grazie anche ai consigli dell'allora plenipotenziario imperiale alla corte di Berlino, conte Friedrich Heinrich von Seckendorff, che era entrato nei favori del re di Prussia Federico Guglielmo I, Elisabetta Cristina fu prescelta come futura sposa dell'erede al trono di Prussia, Federico, e il 10 marzo 1732 a Berlino ne fu celebrato il fidanzamento ufficiale.
Il matrimonio fu celebrato il 12 giugno 1733 nel castello di Salzdahlum. Fino al completamento della ristrutturazione interna del castello di Rheinsberg, nell'agosto del 1736, Federico ed Elisabetta vissero separati l'uno dall'altra. Lui a Küstrin e lei nel Palazzo del Principe ereditario a Berlino.
Fino alla morte del padre, avvenuta nel 1740, Federico II rinunciò alla vita nella famiglia di un matrimonio che gli era stato imposto e che rimase privo di figli. Elisabetta Cristina viveva in estate nel castello di Schönhausen presso Berlino, che il re suo marito non visitò mai, altrimenti nel Palazzo reale di Berlino, dove ella incontrava il coniuge solo nei ricevimenti o feste di gala.
Nell'ottobre del 1757, nel corso della guerra dei sette anni, Berlino fu occupata dagli austriaci ed Elisabetta dovette fuggire a Magdeburgo. Sulla via di tale sede ella tenne corte a Potsdam e vide per la prima volta nella sua vita il castello di Sanssouci, nel quale si era ritirato il marito. Ella poté rientrare a Berlino il 5 gennaio 1758, ma solo due anni più tardi dovette nuovamente abbandonare la città diretta a Magdeburgo. Trascorsero tre anni, fino al 17 febbraio 1763, quando ella poté ristabilirsi a Berlino.
Si interessò molto di letteratura, scrisse almeno dodici testi teologici in francese, che pubblicò con uno pseudonimo, benché tutti sapessero chi fosse l'autrice, e ne tradusse altri dal tedesco al francese. Ella provvide anche alla fondazione di Niederschönhausen e portò in Germania la coltura del baco da seta. Alla sua morte fu sepolta nella cripta del duomo di Berlino.

## Ascendenza
|                                                      |                                      |                                                              | Genitori                                              |  |  | Nonni |  |  | Bisnonni                      |  |  | Trisnonni                        |  |
|                                                      |                                      |                                                              |                                                       |  |  |       |  |  | Augusto di Brunswick-Lüneburg |  |  | Enrico III di Brunswick-Lüneburg |  |
|                                                      |                                      |                                                              |                                                       |  |  |       |  |  | Augusto di Brunswick-Lüneburg |  |  | Enrico III di Brunswick-Lüneburg |  |
|                                                      |                                      | Ursula di Sassonia-Lauenburg                                 |                                                       |  |  |       |  |  | Augusto di Brunswick-Lüneburg |  |  |                                  |  |
| Ferdinando Alberto I di Brunswick-Lüneburg           |                                      |                                                              |                                                       |  |  |       |  |  | Augusto di Brunswick-Lüneburg |  |  |                                  |  |
|                                                      |                                      | Sofia Elisabetta di Meclemburgo-Güstrow                      | Giovanni Alberto II di Meclemburgo-Güstrow            |  |  |       |  |  |                               |  |  |                                  |  |
|                                                      |                                      | Sofia Elisabetta di Meclemburgo-Güstrow                      | Giovanni Alberto II di Meclemburgo-Güstrow            |  |  |       |  |  |                               |  |  |                                  |  |
|                                                      |                                      | Sofia Elisabetta di Meclemburgo-Güstrow                      | Margherita Elisabetta di Meclemburgo-Güstrow          |  |  |       |  |  |                               |  |  |                                  |  |
| Ferdinando Alberto II di Brunswick-Lüneburg          |                                      | Sofia Elisabetta di Meclemburgo-Güstrow                      |                                                       |  |  |       |  |  |                               |  |  |                                  |  |
|                                                      |                                      | Federico d'Assia-Wanfried-(Eschwege)                         | Maurizio d'Assia-Kassel                               |  |  |       |  |  |                               |  |  |                                  |  |
|                                                      |                                      | Federico d'Assia-Wanfried-(Eschwege)                         | Maurizio d'Assia-Kassel                               |  |  |       |  |  |                               |  |  |                                  |  |
|                                                      |                                      | Federico d'Assia-Wanfried-(Eschwege)                         | Giuliana di Nassau-Dillenburg                         |  |  |       |  |  |                               |  |  |                                  |  |
| Cristina d'Assia-Eschwege                            |                                      | Federico d'Assia-Wanfried-(Eschwege)                         |                                                       |  |  |       |  |  |                               |  |  |                                  |  |
|                                                      |                                      | Eleonora Caterina del Palatinato-Zweibrücken-Kleeburg        | Giovanni Casimiro del Palatinato-Zweibrücken-Kleeburg |  |  |       |  |  |                               |  |  |                                  |  |
|                                                      |                                      | Eleonora Caterina del Palatinato-Zweibrücken-Kleeburg        | Giovanni Casimiro del Palatinato-Zweibrücken-Kleeburg |  |  |       |  |  |                               |  |  |                                  |  |
|                                                      |                                      | Eleonora Caterina del Palatinato-Zweibrücken-Kleeburg        | Caterina Vasa                                         |  |  |       |  |  |                               |  |  |                                  |  |
| Elisabetta Cristina di Brunswick-Wolfenbüttel-Bevern |                                      | Eleonora Caterina del Palatinato-Zweibrücken-Kleeburg        |                                                       |  |  |       |  |  |                               |  |  |                                  |  |
|                                                      | Antonio Ulrico di Brunswick-Lüneburg | Augusto di Brunswick-Lüneburg                                |                                                       |  |  |       |  |  |                               |  |  |                                  |  |
|                                                      | Antonio Ulrico di Brunswick-Lüneburg | Augusto di Brunswick-Lüneburg                                |                                                       |  |  |       |  |  |                               |  |  |                                  |  |
|                                                      | Antonio Ulrico di Brunswick-Lüneburg | Dorotea di Anhalt-Zerbst                                     |                                                       |  |  |       |  |  |                               |  |  |                                  |  |
| Luigi Rodolfo di Brunswick-Lüneburg                  | Antonio Ulrico di Brunswick-Lüneburg |                                                              |                                                       |  |  |       |  |  |                               |  |  |                                  |  |
|                                                      |                                      | Elisabetta Giuliana di Schleswig-Holstein-Sonderburg-Norburg | Federico di Schleswig-Holstein-Sonderburg-Norburg     |  |  |       |  |  |                               |  |  |                                  |  |
|                                                      |                                      | Elisabetta Giuliana di Schleswig-Holstein-Sonderburg-Norburg | Federico di Schleswig-Holstein-Sonderburg-Norburg     |  |  |       |  |  |                               |  |  |                                  |  |
|                                                      |                                      | Elisabetta Giuliana di Schleswig-Holstein-Sonderburg-Norburg | Eleonora di Anhalt-Zerbst                             |  |  |       |  |  |                               |  |  |                                  |  |
| Antonietta Amalia di Brunswick-Wolfenbüttel          |                                      | Elisabetta Giuliana di Schleswig-Holstein-Sonderburg-Norburg |                                                       |  |  |       |  |  |                               |  |  |                                  |  |
|                                                      |                                      | Alberto Ernesto I di Oettingen-Oettinge                      | Gioacchino Ernesto di Oettingen-Oettinge              |  |  |       |  |  |                               |  |  |                                  |  |
|                                                      |                                      | Alberto Ernesto I di Oettingen-Oettinge                      | Gioacchino Ernesto di Oettingen-Oettinge              |  |  |       |  |  |                               |  |  |                                  |  |
|                                                      |                                      | Alberto Ernesto I di Oettingen-Oettinge                      | Anna Dorotea di Hohenlohe-Neuenstein-Gleichen         |  |  |       |  |  |                               |  |  |                                  |  |
| Cristina Luisa di Oettingen-Oettingen                |                                      | Alberto Ernesto I di Oettingen-Oettinge                      |                                                       |  |  |       |  |  |                               |  |  |                                  |  |
|                                                      |                                      | Cristina Federica di Württemberg                             | Eberardo III di Württemberg                           |  |  |       |  |  |                               |  |  |                                  |  |
|                                                      |                                      | Cristina Federica di Württemberg                             | Eberardo III di Württemberg                           |  |  |       |  |  |                               |  |  |                                  |  |
|                                                      |                                      | Cristina Federica di Württemberg                             | Anna Caterina di Salm-Kyrburg                         |  |  |       |  |  |                               |  |  |                                  |  |
|                                                      |                                      | Cristina Federica di Württemberg                             |                                                       |  |  |       |  |  |                               |  |  |                                  |  |